# Mehrfachentlehnung
Eine Mehrfachentlehnung liegt dann vor, wenn ein Wort einer Herkunftssprache mehrfach (zu verschiedenen Zeiten, über verschiedene Sprachen) in die aufnehmende Sprache (Zielsprache) entlehnt wird.

## Beispiele
Die im Deutschen gebräuchlichen Wörter Palast und Palais sind beide aus dem Französischen (palais, auch pales) entlehnt; Palast wurde in mittelhochdeutscher Zeit (12. Jahrhundert) ins Deutsche übernommen, Palais im 17. Jahrhundert. Eine Reihe weiterer Beispiele nennen Bär und ergiebiger Paul, darunter Park, das mit seiner Bedeutung „Einfriedung“ bereits vereinzelt im 15. Jahrhundert, mit der Bedeutung  „Gartenanlage“ Anfang des 17. Jahrhunderts von dem französischen parc übernommen wurde.